# Ређоне Бози Берета (Алесандрија)
Ређоне Бози Берета је насеље у Италији у округу Алесандрија, региону Пијемонт.
Према процени из 2011. у насељу је живело 27 становника. Насеље се налази на надморској висини од 300 м.